# Liste des monuments historiques de Kaysersberg
Ce tableau présente la liste de tous les monuments historiques de Kaysersberg (Haut-Rhin), classés ou inscrits.

## Monuments historiques
Selon la base Mérimée, il y a 28 monuments historiques à Kaysersberg, inscrits ou classés.
| Monument | Adresse                                                | Coordonnées                      | Notice         | Protection     | Date      | Illustration |
| --- | ------------------------------------------------------ | -------------------------------- | -------------- | -------------- | --------- | --- |
| Notre-Dame du Scapulaire (chapelle de l'Oberhof) chapelle                                                                                          | 3, rue de l'Oberhof                                    | 48° 08′ 25″ nord, 7° 15′ 38″ est | « PA00085472 » | Classé         | 1946      | Notre-Dame du Scapulaire (chapelle de l'Oberhof)chapelle                                                                                          |
| Chapelle Saint-Michel chapelle, ossuaire | Place Jean-Ittel                                       | 48° 08′ 21″ nord, 7° 15′ 49″ est | « PA00085471 » | Classé         | 1967      | Chapelle Saint-Michelchapelle, ossuaire |
| Chapelle Saint-Wolfgang chapelle | Route d'Ammerschwihr                                   | 48° 08′ 07″ nord, 7° 15′ 57″ est | « PA00085473 » | Inscrit        | 1932      | Chapelle Saint-Wolfgangchapelle |
| Croix de cimetière croix monumentale | Erlenbad                                               | 48° 08′ 08″ nord, 7° 15′ 59″ est | « PA00085772 » | Classé         | 1995      | Croix de cimetièrecroix monumentale |
| Église de l'Invention-de-la-Sainte-Croix - clocher - église                                                                                        | Place de l'Église                                      | 48° 08′ 20″ nord, 7° 15′ 49″ est | « PA00085477 » | Inscrit Classé | 1932 1985 | Église de l'Invention-de-la-Sainte-Croix- clocher- église                                                                                         |
| Fontaine Constantin fontaine | Devant l'église                                        | 48° 08′ 20″ nord, 7° 15′ 47″ est | « PA00085478 » | Inscrit        | 1932      | Fontaine Constantinfontaine |
| Galerie du Mont-des-Oliviers édicule | Place Jean-Ittel                                       | 48° 08′ 22″ nord, 7° 15′ 48″ est | « PA00085476 » | Inscrit        | 1988      | Galerie du Mont-des-Oliviersédicule |
| Grenier de la dîme façades, toitures, mur de clôture, puits                                                                                        | 4, rue de la Commanderie                               | 48° 08′ 18″ nord, 7° 15′ 45″ est | « PA00132526 » | Inscrit        | 1994      | Grenier de la dîmefaçades, toitures, mur de clôture, puits                                                                                        |
| Hôtel de ville façades, toitures, puits, sol de la cour, escalier à vis dans la tourelle, intérieur de l'oriel, salle de Justice, salle du Conseil | 39, rue du Général-de-Gaulle                           | 48° 08′ 20″ nord, 7° 15′ 50″ est | « PA00085479 » | Classé         | 1990      | Hôtel de villefaçades, toitures, puits, sol de la cour, escalier à vis dans la tourelle, intérieur de l'oriel, salle de Justice, salle du Conseil |
| Immeuble immeuble | 42, rue du Général-de-Gaulle                           | 48° 08′ 19″ nord, 7° 15′ 46″ est | « PA00085482 » | Inscrit        | 1946      | Immeubleimmeuble |
| Immeuble façades, toitures, cheminée | 66, rue du Général-de-Gaulle                           | 48° 08′ 21″ nord, 7° 15′ 40″ est | « PA00085486 » | Inscrit        | 1985      | Immeublefaçades, toitures, cheminée |
| Kesslerturm tour | Place Henri-Jaeglé                                     | 48° 08′ 16″ nord, 7° 15′ 39″ est | « PA00085494 » | Inscrit        | 1932      | Kesslerturmtour |
| Maison façade, toiture | 101, rue du Général-de-Gaulle                          | 48° 08′ 24″ nord, 7° 15′ 40″ est | « PA00085489 » | Inscrit        | 1932      | Maisonfaçade, toiture |
| Maison façades, toitures | 24, rue du Couvent                                     | 48° 08′ 15″ nord, 7° 15′ 52″ est | « PA00085481 » | Inscrit        | 1946      | Maisonfaçades, toitures |
| Maison pignon | 78, rue du Général-de-Gaulle                           | 48° 08′ 23″ nord, 7° 15′ 40″ est | « PA00085487 » | Inscrit        | 1932      | Maisonpignon |
| Maison des Bains maison | 103, rue du Général-de-Gaulle                          | 48° 08′ 24″ nord, 7° 15′ 40″ est | « PA00085490 » | Classé         | 1921      | Maison des Bainsmaison |
| Maison Brief-Faller maison | 88, rue du Général-de-Gaulle                           | 48° 08′ 23″ nord, 7° 15′ 37″ est | « PA00085488 » | Classé         | 1913      | Maison Brief-Fallermaison |
| Maison Hoffner (ou Haffner) maison | 16, rue de la Commanderie                              | 48° 08′ 17″ nord, 7° 15′ 45″ est | « PA00085480 » | Inscrit        | 1946      | Maison Hoffner (ou Haffner)maison |
| Maison Huffel ancienne maison, puits | 54-56, rue du Général-de-Gaulle                        | 48° 08′ 21″ nord, 7° 15′ 46″ est | « PA00085484 » | Inscrit        | 1994      | Maison Huffelancienne maison, puits |
| Maison Keith façades, toitures | 49, rue du Général-de-Gaulle                           | 48° 08′ 21″ nord, 7° 15′ 47″ est | « PA00085483 » | Inscrit        | 1946      | Maison Keithfaçades, toitures |
| Monastère façade, galerie, toiture du cloître | 13-21 rue du Couvent                                   | 48° 08′ 15″ nord, 7° 15′ 53″ est | « PA00085491 » | Inscrit        | 1946      | Monastèrefaçade, galerie, toiture du cloître |
| Musée historique façades, passage d'entrée, toitures, escalier en vis                                                                              | 62-64, rue du Général-de-Gaulle                        | 48° 08′ 20″ nord, 7° 15′ 41″ est | « PA00085485 » | Classé         | 1991      | Musée historiquefaçades, passage d'entrée, toitures, escalier en vis                                                                              |
| Obertorturm tour | Square du Docteur-Schweitzer                           | 48° 08′ 26″ nord, 7° 15′ 31″ est | « PA00085495 » | Inscrit        | 1932      | Obertorturmtour |
| Pont sur la Weiss pont, chapelle | Rue du Général-de-Gaulle                               | 48° 08′ 24″ nord, 7° 15′ 39″ est | « PA00085492 » | Inscrit        | 1932      | Pont sur la Weisspont, chapelle |
| Prieuré d'Alspach couvent | Route de Lapoutroie                                    | 48° 09′ 10″ nord, 7° 14′ 12″ est | « PA00085475 » | Classé         | 1898      | Prieuré d'Alspachcouvent |
| Schlossberg - ruines du château - vestiges de l'enceinte                                                                                           |                                                        | 48° 08′ 26″ nord, 7° 15′ 44″ est | « PA00085474 » | Classé Inscrit | 1841 1995 | Schlossberg- ruines du château- vestiges de l'enceinte                                                                                            |
| Tour de l'Hôpital tour |                                                        | 48° 08′ 13″ nord, 7° 15′ 53″ est | « PA00085493 » | Inscrit        | 1932      | Tour de l'Hôpitaltour |
| Tour des Sorcières tour | 9n rue du Général-de-Gaulle Jardin de l'hôtel Chambord | 48° 08′ 21″ nord, 7° 15′ 56″ est | « PA00085496 » | Inscrit        | 1932      | Tour des Sorcièrestour |

## Mobiliers historiques
Selon la base Palissy, il y a 73 objets monuments historiques à Kaysersberg.
| Monument historique | Localisation                                         | Protection | Date de la protection | Référence            | Photo |
| --- | ---------------------------------------------------- | ---------- | --------------------- | -------------------- | ----- |
| ex-voto, tableau, cadre : un prêtre agenouillé priant la Vierge et l'Enfant sur un nuage | chapelle Notre-Dame du scapulaire, dite de l'Oberhof | classé     | 1983                  | Notice no PM68000184 |       |
| ex-voto, tableau : la Vierge à l'Enfant sur un nuage dominant un groupe de sept personnes agenouillées | chapelle Notre-Dame du scapulaire, dite de l'Oberhof | classé     | 1983                  | Notice no PM68000183 |       |
| crosse, de l'abbesse d'Alspach | chapelle Notre-Dame du scapulaire, dite de l'Oberhof | classé     | 1983                  | Notice no PM68000182 |       |
| tableau, cadre : la Sainte Famille | chapelle Notre-Dame du scapulaire, dite de l'Oberhof | classé     | 1983                  | Notice no PM68000181 |       |
| statue : Sainte-Madeleine | chapelle Notre-Dame du scapulaire, dite de l'Oberhof | classé     | 1983                  | Notice no PM68000180 |       |
| statue : Vierge à l'Enfant | chapelle Notre-Dame du scapulaire, dite de l'Oberhof | classé     | 1983                  | Notice no PM68000179 |       |
| statue : Sainte-Barbe | chapelle Notre-Dame du scapulaire, dite de l'Oberhof | classé     | 1983                  | Notice no PM68000178 |       |
| statue : Saint-Sébastien | chapelle Notre-Dame du scapulaire, dite de l'Oberhof | classé     | 1983                  | Notice no PM68000177 |       |
| statue : Vierge à l'Enfant trônant | chapelle Notre-Dame du scapulaire, dite de l'Oberhof | classé     | 1983                  | Notice no PM68000176 |       |
| groupe sculpté : Sainte Parenté | chapelle Notre-Dame du scapulaire, dite de l'Oberhof | classé     | 1983                  | Notice no PM68000175 |       |
| autel, retable, 2 tableaux : Saint-Antoine de Padoue, Sainte-Élisabeth de Hongrie | chapelle Notre-Dame du scapulaire, dite de l'Oberhof | classé     | 1983                  | Notice no PM68000174 |       |
| statue : Vierge à l'Enfant | chapelle Saint-Alexis                                | inscrit    | 1989                  | Notice no PM68001092 |       |
| bas-relief : la Mort de Saint-Alexis | chapelle Saint-Alexis                                | classé     | 1971                  | Notice no PM68000150 |       |
| statue : Vierge à l'Enfant | chapelle Saint-Alexis                                | classé     | 1971                  | Notice no PM68000149 |       |
| statue : Saint-Sigismond | chapelle Saint-Michel                                | classé     | 1969                  | Notice no PM68000656 |       |
| statue : Vierge de douleur | chapelle Saint-Michel                                | classé     | 1983                  | Notice no PM68000655 |       |
| statue : l'archange Saint-Michel | chapelle Saint-Michel                                | classé     | 1982                  | Notice no PM68000153 |       |
| groupe sculpté : la Sainte Parenté | chapelle Saint-Michel                                | classé     | 1982                  | Notice no PM68000152 |       |
| bénitier | chapelle Saint-Michel                                | classé     | 1982                  | Notice no PM68000151 |       |
| croix de procession | chapelle Saint-Michel                                | classé     | 1969                  | Notice no PM68000148 |       |
| porte-cierge de procession (2) | chapelle Saint-Michel                                | classé     | 1969                  | Notice no PM68000147 |       |
| statue : Saint-Antoine de Padoue | chapelle Saint-Michel                                | classé     | 1969                  | Notice no PM68000144 |       |
| peintures murales | chapelle Saint-Michel                                | classé     | 1967                  | Notice no PM68000137 |       |
| groupe sculpté : la Crucifixion, dit croix de Saint-Jacques | cimetière, galerie du mont des oliviers              | classé     | 1982                  | Notice no PM68000465 |       |
| mont des Oliviers : le Christ et trois apôtres ou Jardin des oliviers | cimetière, galerie du mont des oliviers              | classé     | 1982                  | Notice no PM68000154 |       |
| quatorze statues : les quatorze saints Auxiliaires | église catholique de l'Invention de la Sainte-Croix  | inscrit    | 1984                  | Notice no PM68001088 |       |
| statue : Christ ressuscité | église catholique de l'Invention de la Sainte-Croix  | inscrit    | 1984                  | Notice no PM68001087 |       |
| statue : Christ en croix | église catholique de l'Invention de la Sainte-Croix  | inscrit    | 1984                  | Notice no PM68001086 |       |
| statue : Vierge à l'Enfant | église catholique de l'Invention de la Sainte-Croix  | inscrit    | 1984                  | Notice no PM68001085 |       |
| statue : Saint-Sébastien | église catholique de l'Invention de la Sainte-Croix  | inscrit    | 1984                  | Notice no PM68001084 |       |
| statue : Sainte-Lucie | église catholique de l'Invention de la Sainte-Croix  | inscrit    | 1984                  | Notice no PM68001083 |       |
| orgue de tribune | église catholique de l'Invention de la Sainte-Croix  | classé     | 1982                  | Notice no PM68000892 |       |
| orgue de tribune : buffet d'orgue | église catholique de l'Invention de la Sainte-Croix  | classé     | 1982                  | Notice no PM68000155 |       |
| voile du calice | église paroissiale de l'Invention-de-la-Croix        | classé     | 1982                  | Notice no PM68000172 |       |
| croix de procession | église paroissiale de l'Invention-de-la-Croix        | classé     | 1982                  | Notice no PM68000171 |       |
| croix de procession, dite de Jérusalem | église paroissiale de l'Invention-de-la-Croix        | classé     | 1982                  | Notice no PM68000170 |       |
| buste : Saint-Blaise | église paroissiale de l'Invention-de-la-Croix        | classé     | 1982                  | Notice no PM68000169 |       |
| statue : Saint-Jean-Baptiste | église paroissiale de l'Invention-de-la-Croix        | classé     | 1982                  | Notice no PM68000168 |       |
| statue : Vierge à l'Enfant | église paroissiale de l'Invention-de-la-Croix        | classé     | 1982                  | Notice no PM68000167 |       |
| croix : Christ en croix | église paroissiale de l'Invention-de-la-Croix        | classé     | 1982                  | Notice no PM68000166 |       |
| statue : Sainte-Catherine d'Alexandrie | église paroissiale de l'Invention-de-la-Croix        | classé     | 1982                  | Notice no PM68000165 |       |
| relief : la lamentation | église paroissiale de l'Invention-de-la-Croix        | classé     | 1982                  | Notice no PM68000164 |       |
| statue : Sainte-Madeleine | église paroissiale de l'Invention-de-la-Croix        | classé     | 1982                  | Notice no PM68000163 |       |
| stalles, lambris de revêtement, statues (20) : Sainte-Richarde, Sainte-Odile, Saint-Attale, Sainte-Eugénie, Sainte-Adélaïde, Sainte-Hune, Sainte-Aurélie, Saint-Sigisbert, Saint-Dié, Saint-Pierre, Saint-Canisius (?), Saint-Déicole de Lure, Saint-Euchaire de Trèves, Saint-Florent, Saint-Fridolin, Saint-Dagobert, Saint-Materne de Milan, Saint-Arbogast, Saint-Armand, Saint-Léon IX | église paroissiale de l'Invention-de-la-Croix        | classé     | 1982                  | Notice no PM68000162 |       |
| chaire à prêcher | église paroissiale de l'Invention-de-la-Croix        | classé     | 1982                  | Notice no PM68000161 |       |
| fonts baptismaux | église paroissiale de l'Invention-de-la-Croix        | classé     | 1982                  | Notice no PM68000160 |       |
| fonts baptismaux | église paroissiale de l'Invention-de-la-Croix        | classé     | 1982                  | Notice no PM68000159 |       |
| poutre de gloire, groupe sculpté : calvaire | église paroissiale de l'Invention-de-la-Croix        | classé     | 1982                  | Notice no PM68000158 |       |
| autel, retable, 3 statues : Saint-Joseph, Sainte-Catherine de Sienne, Sainte-Odile, de Saint-Joseph | église paroissiale de l'Invention-de-la-Croix        | classé     | 1982                  | Notice no PM68000157 |       |
| autel, retable, 3 statues : Vierge, Saint-Louis, Sainte-Hélène, de la Vierge | église paroissiale de l'Invention-de-la-Croix        | classé     | 1982                  | Notice no PM68000156 |       |
| retable du maître-autel, 18 hauts-reliefs, 4 statues et 2 tableaux | église paroissiale de l'Invention-de-la-Croix        | classé     | 1978                  | Notice no PM68000136 |       |
| statue : Saint-Jacques le Majeur | église paroissiale de l'Invention-de-la-Croix        | classé     | 1969                  | Notice no PM68000135 |       |
| statue : Saint-Fridolin | église paroissiale de l'Invention-de-la-Croix        | classé     | 1969                  | Notice no PM68000134 |       |
| groupe sculpté, enfeu : Mise au tombeau | église paroissiale dite de l'Invention-de-la-Croix   | classé     | 1982                  | Notice no PM68000466 |       |
| statue : Christ en croix | hôtel de ville                                       | inscrit    | 2001                  | Notice no PM68001401 |       |
| armoire basse | hôtel de ville                                       | inscrit    | 2001                  | Notice no PM68001400 |       |
| armoire dressoir à gradins | hôtel de ville                                       | inscrit    | 2001                  | Notice no PM68001399 |       |
| armoire à un corps et sept colonnes | hôtel de ville                                       | inscrit    | 2001                  | Notice no PM68001398 |       |
| statue : sainte | hôtel de ville                                       | inscrit    | 1984                  | Notice no PM68001091 |       |
| statue : Saint-Wendelin | hôtel de ville                                       | inscrit    | 1984                  | Notice no PM68001090 |       |
| statue : Christ en croix | hôtel de ville                                       | inscrit    | 1984                  | Notice no PM68001089 |       |
| quatre trophées de chasse grandeur nature | hôtel de ville                                       | classé     | 2003                  | Notice no PM68000853 |       |
| lustre-sirène | hôtel de ville                                       | classé     | 2003                  | Notice no PM68000852 |       |
| statue : Saint-François d'Assise | hôtel de ville                                       | classé     | 1969                  | Notice no PM68000145 |       |
| statue : saint | hôtel de ville                                       | classé     | 1969                  | Notice no PM68000143 |       |
| statue : Saint-Wolfgang | musée                                                | classé     | 1969                  | Notice no PM68000146 |       |
| statue : Vierge à l'Enfant | musée                                                | classé     | 1969                  | Notice no PM68000142 |       |
| statue : l'Annonciation | musée                                                | classé     | 1969                  | Notice no PM68000141 |       |
| statue : la Résurrection du Christ | musée                                                | classé     | 1969                  | Notice no PM68000140 |       |
| groupe sculpté : Christ des rameaux | musée                                                | classé     | 1969                  | Notice no PM68000139 |       |
| 3 bas-reliefs : Saint-Denis, Saint-Cyriaque, Saint-Georges | musée                                                | classé     | 1969                  | Notice no PM68000138 |       |
| groupe sculpté : quatre apôtres | musée                                                | classé     | 1969                  | Notice no PM68000133 |       |
| statue : Vierge à l'Enfant | pont fortifié sur la Weiss                           | classé     | 1983                  | Notice no PM68000173 |       |